# 桂木洋子
桂木 洋子（かつらぎ ようこ、本名・黛 住恵（まゆずみ すみえ）、旧姓・富沢（とみざわ）、1930年4月6日 - 2007年3月）は、昭和中期（1940年代後半から1960年代前半）に活動した女優。

## 来歴・人物

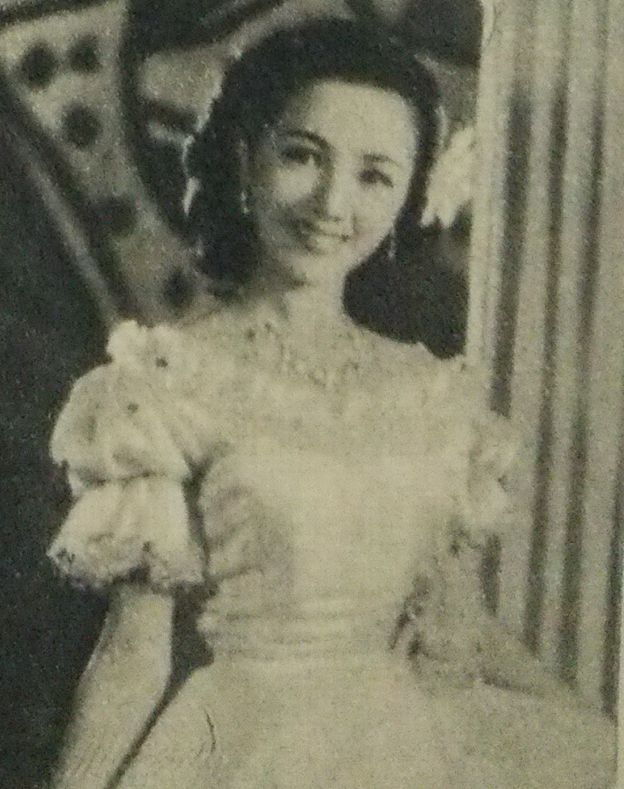
SKD時代（1948年）

東京市四谷区（現・新宿区）に、家具屋の娘として生れる。1946年に東京都立麹町女子商業学校（現・東京都立芝商業高等学校）を卒業し、松竹歌劇団に戦後の2期生として入団する。同期に千草かほるなどがいる。
1948年、黒澤明脚本の『肖像』を準備中の木下惠介監督の目に留まり、この作品で映画デビューする。続いて、同監督の『破戒』に出演したのを期に歌劇団を退団し、松竹に入社する。
その後、木下監督の作品に次々と出演する傍ら、1950年に『三つの結婚』に初主演するなど、甘い美貌で人気を集めた。1953年に作曲家の黛敏郎と結婚し、以降は家庭を優先して徐々に出演本数を減らし、1963年の日活『丘は花ざかり』を最後に引退した。
2007年3月に死去した。満76歳没。葬儀は近親者で済ませ、翌月に公表した。死亡日や死因などの詳細は遺族の意向で伏せられた。なお、夫の黛敏郎は1997年4月に亡くなっている。
長男黛りんたろうは、日本放送協会のドラマ演出家で、映画監督もしている。

## エピソード
- 1956年（昭和31年）、カンヌ国際映画祭に出席のためフランスを訪問している。当時はまだ海外渡航自由化の前で、貴重なフランス訪問となった。

## 主な出演作品

### 映画
- 破戒（1948年）
- 肖像（1948年）
- 晩春（1949年）
- 破れ太鼓（1949年）
- 宵待草恋日記（1950年）- 笠井彦乃
- 薔薇合戦（1950年）
- 醜聞（1950年）
- てんやわんや（1950年）- あやめ
- 善魔（1951年）
- 海の花火（1951年）

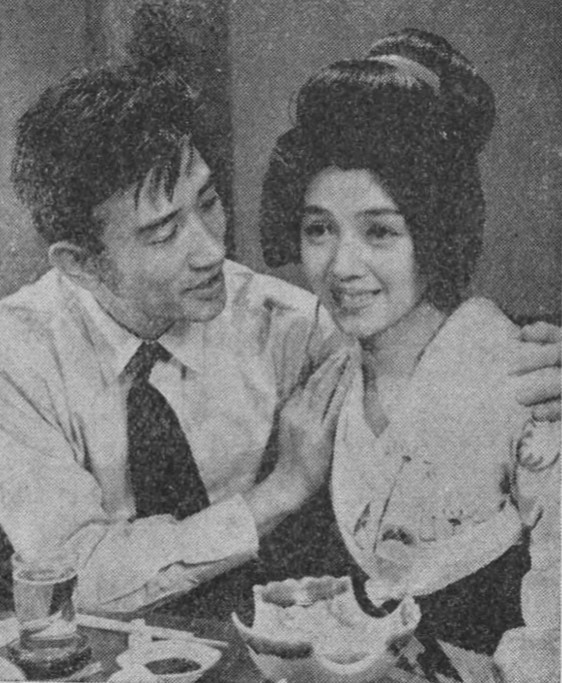
『台風騒動記』（1956年）

- 泣きぬれた人形（1951年）主演.美空ひばり
- 陽気な渡り鳥 松竹大船（1952年1月）
- 武蔵と小次郎 松竹（1952年）- 篠
- 夏子の冒険（1953年、初のカラー映画出演）
- 日本の悲劇 松竹大船（1953年6月）
- 忠臣蔵 花の巻・雪の巻（1954年、松竹）- しの
- やがて青空（1955年）
- 台風騒動記（1956年）
- 喜びも悲しみも幾歳月（1957年）
- 密会（1959年）
- 白い牙（1960年）
- 丘は花ざかり（1963年）

### テレビドラマ
- おめでたい連中（1956年、NTV）
- 冠婚葬祭（1959年、NTV）
- 石の庭（1959年、CX）
- SOSパリ（1959年、NTV）
- 愛こそわがすべて（1961年、NTV）
- 蔦（1961年、TBS）
- 美貌の歴史（1962年、CX）